# The House of Cards (film 1909)
The House of Cards è un cortometraggio muto del 1909 scritto e diretto da Edwin S. Porter.

## Trama
Il padrone di Tom lo manda con un sacchetto d'oro da depositare in banca. Ma quando Tom arriva in paese, la banca è chiusa. Attirato in una partita di poker, perde tutto il denaro del ranch. Per lui la situazione diventa sempre più disperata quando lo vogliono arrestare per appropriazione indebita.

## Produzione
Il film fu prodotto dalla Edison Manufacturing Company.

## Distribuzione
Distribuito dalla Edison Manufacturing Company, il film - un cortometraggio in una bobina - uscì nelle sale cinematografiche statunitensi il 10 dicembre 1909.